# Bistum Parintins
Das Bistum Parintins (lateinisch Dioecesis Parintinensis, portugiesisch Diocese de Parintins) ist eine in Brasilien gelegene römisch-katholische Diözese mit Sitz in Parintins im Bundesstaat Amazonas.

## Geschichte
Papst Pius XII. gründete die Territorialprälatur Parintins am 12. Juli 1955 aus Gebietsabtretungen des Erzbistums Manaus. Am 13. Juli 1963 gab es Teile seines Territoriums zur Gründung der Territorialprälatur Borba ab. Johannes Paul II. erhob sie am 30. Oktober 1980 zum Bistum, das dem Erzbistum Manaus als Suffraganbistum unterstellt wurde.

## Ordinarien

### Apostolischer Administratorvon Parintins
- Arcângelo Cerqua PIME (15. März 1956 – 4. Februar 1961)

### Prälat von Parintins
- Arcângelo Cerqua PIME (4. Februar 1961 – 30. Oktober 1980)

### Bischöfe von Parintins
- Arcângelo Cerqua PIME (30. Oktober 1980 – 15. Juli 1989)
- Giovanni Risatti PIME (15. Juli 1989 – 20. Januar 1993, dann Bischof von Macapá)
- Gino Malvestio PIME (9. März 1994 – 7. September 1997)
- Giuliano Frigeni PIME (20. Januar 1999 – 21. Dezember 2022)
- José Albuquerque de Araújo (seit 21. Dezember 2022)

## Statistik
| Jahr | Bevölkerung | Bevölkerung | Bevölkerung | Priester     | Priester         | Priester       | Priester               | Ständige Diakone | Ordensleute  | Ordensleute      | Pfarreien |
| Jahr | Katholiken  | Einwohner   | %           | Gesamtanzahl | Diözesanpriester | Ordenspriester | Katholiken je Priester | Ständige Diakone | Ordensbrüder | Ordensschwestern | Pfarreien |
| ---- | ----------- | ----------- | ----------- | ------------ | ---------------- | -------------- | ---------------------- | ---------------- | ------------ | ---------------- | --------- |
| 1965 | 72.000      | 75.000      | 96,0        | 16           |                  | 16             | 4.500                  |                  |              | 10               | 7         |
| 1970 | 88.000      | 90.000      | 97,8        | 18           |                  | 18             | 4.888                  |                  | 20           | 16               | 5         |
| 1976 | 107.000     | 110.000     | 97,3        | 16           | 1                | 15             | 6.687                  |                  | 17           | 20               | 7         |
| 1980 | 113.000     | 116.000     | 97,4        | 17           | 1                | 16             | 6.647                  |                  | 19           | 20               | 8         |
| 1990 | 144.000     | 150.000     | 96,0        | 16           | 4                | 12             | 9.000                  |                  | 18           | 15               | 8         |
| 2000 | 166.000     | 175.020     | 94,8        | 23           | 6                | 17             | 7.217                  |                  | 19           | 24               | 8         |
| 2001 | 173.000     | 182.681     | 94,7        | 23           | 7                | 16             | 7.521                  |                  | 19           | 24               | 8         |
| 2004 | 170.000     | 195.600     | 86,9        | 23           | 8                | 15             | 7.391                  |                  | 18           | 26               | 9         |
| 2013 | 191.500     | 221.000     | 86,7        | 29           | 14               | 15             | 6.603                  |                  | 18           | 17               | 10        |
| 2021 | 204.000     | 253.955     | 80,3        | 21           | 18               | 3              | 9.714                  |                  | 3            | 4                | 11        |